# برندا فیلیپز
برندا فیلیپز (انگلیسی: Brenda Phillips؛ زادهٔ january ۱۸, ۱۹۵۸ (۶۷ سال)) بازیکن هاکی روی چمن اهل زیمبابوه بود.
وی به‌همراه تیم ملی هاکی روی چمن زنان زیمبابوه به مدال طلا بازی‌های المپیک تابستانی ۱۹۸۰ رسیده‌است.